# Авија BH-4
Авија BH-4 (чеш. Avia BH-4) је чехословачки ловачки авион. Први лет авиона је извршен 1922. године.

Највећа брзина авиона при хоризонталном лету је износила 222 km/h.
Распон крила авиона је био 10,24 m, а дужина трупа 6,47 m. Празан авион је имао масу од 724 килограма. Нормална полетна маса износила је око 1025 килограма. Био је наоружан са 2 предња митраљеза калибра 7,7 милиметара Викерс.

## Пројектовање и развој
Авион Авија BH-4 су пројектовали инжењери Павел Бенеш и Мирослав Хајн, 1922. године док су радили на пројекту авиона BH-3. У покушају да се побољшају перформансе авиона BH-3 опремили су га мотором Hispano Suiza 8Ba. Да би се прилагодио новом погонском постројењу, предњи део трупа авиона је морао да претрпи значајне промене како у облику тако и у структури. Структура је уопште промењена и ојачана. Све ове промене су извршене на другом (по реду) прототипу Авиа BH-3-2. Услед тако обимне трансформације то је постао нови авион који је добио фабричку ознаку Авија BH-4. Након детаљних фабричких тестирања овог прототипа, утврђено је да су перформансе само незнатно боље од БХ-3, па је развој BH-4 убрзо напуштен.

## Технички опис
Труп је дрвене конструкције обложен шперплочом а делом и платном, правоугаоног попречног пресека са благо заобљеном горњом страницом трупа и заштитником за главу пилота. Предња страна кљуна је потпуно друкчија у однсу на BH-3, скраћена је и аеродинамички друкчије обликована. Поклопац и облога мотора су били од алуминијумског лима. Конструкција трупа је била класична дрвена просторна решетка чија су поља укрућена жичаним дијагоналама. У трупу се налазио један отворени кокпит за пилота који је био заштићен ветробранским стаклом.
Погонска група се сасојала од 8-мо цилиндарског, V-линијског, течношћу хлађеног, мотора  Hispano Suiza 8Ba снаге 162 kW (220 KS), и двокраке дврене вучне елисе фиксног корака.
Крила су иста као и код авиона Авија BH-3.
Репне површине су исте као и код авиона Авија BH-3. Стим што су хоризонтални стабилизатори косим упорницама ослоњени на доњу страницу трупа авиона.
Стајни трап је идентичан као код авиона Авија BH-3.

## Наоружање
Авион Авија BH-4 је био наоружан са два синхронизована митраљеза Vickers калибра 7,7 mm постављена изнад мотора који су гађали кроз обртно поље елисе.
| Наоружање авиона: Авија        |             |
| Ватрено (стрељачко) наоружање  |             |
| Топ                            |             |
| Митраљез                       |             |
| Број и ознака митраљеза        | 2 х Vickers |
| Калибар                        | 7,7         |
| Бомбардерско наоружање (бомбе) |             |
| Ракетно наоружање (ракете)     |             |

## Верзије
Авион је направљен у једном примерку

## Оперативно коришћење
Авион је коришћен само за опитовање прототипа.

## Земље које су користиле авион
- Чехословачка